# Brøndby VK
Brøndby VK est un club danois de volley-ball fondé en 1955 et basé à Brøndby, évoluant pour la saison 2020-2021 en Volleyligaen Damer.

## Palmarès
- Championnat du Danemark
  - Vainqueur : 2011, 2014[2]2015[3]2016[4]2018[5]
  - Finaliste : 1986, 2012, 2013, 2017, 2019, 2020.
- Coupe du Danemark
  - Vainqueur : 2011, 2014[6]2015[7]2016[8]2018.
  - Finaliste : 2012, 2017.

## Effectifs

### Saison 2020-2021
| No                                             | Nom                                            | Date de naissance                              | Taille                         | Poids                          | Poste                          |
| ---------------------------------------------- | ---------------------------------------------- | ---------------------------------------------- | ------------------------------ | ------------------------------ | ------------------------------ |
| 1                                              | Eva Mielskov Bang                              | 20 décembre 1990                               | 181                            | 71                             | Passeuse                       |
| 2                                              | Tajma Muharemovic                              | 28 mai 2002                                    | 174                            | 55                             | Passeuse                       |
| 4                                              | Freja Holme Barkler                            | 26 mars 1999                                   | 176                            |                                | Libero                         |
| 5                                              | Florina Alexandru                              | 7 juillet 1994                                 | 178                            |                                | Passeuse                       |
| 6                                              | Laura Noer Kjelstrup                           | 28 mai 1996                                    | 179                            | 64                             | Réceptionneuse-attaquante      |
| 7                                              | Julie Molin De Blanck                          | 30 juin 1995                                   | 186                            | 65                             | Centrale                       |
| 9                                              | Sille Slott Hansen                             | 9 juillet 2000                                 | 181                            | 66                             | Réceptionneuse-attaquante      |
| 10                                             | Sofia Nørager Bisgaard                         | 27 mai 2002                                    | 174                            | 65                             | Réceptionneuse-attaquante      |
| 11                                             | Emma Burton                                    | 15 septembre 1997                              | 183                            |                                | Réceptionneuse-attaquante      |
| 12                                             | Mette Breuning                                 | 10 juillet 1996                                | 186                            |                                | Centrale                       |
| 14                                             | Rocío Fortuny                                  | 26 février 1997                                | 184                            | 76                             | Centrale                       |
| 15                                             | Lucia Babić                                    | 1er août 1995                                  | 178                            | 66                             | Attaquante                     |
|                                                |                                                |                                                |                                |                                |                                |
| Encadrement technique                          | Encadrement technique                          |                                                | Légende                        | Légende                        | Légende                        |
| Entraîneur : Lauren Michelle Søderberg         | Entraîneur : Lauren Michelle Søderberg         | Entraîneur : Lauren Michelle Søderberg         | : Capitaine                    | : Capitaine                    | : Capitaine                    |
| Entraîneur(s) adjoint(s) : Martin Rønn Spangen | Entraîneur(s) adjoint(s) : Martin Rønn Spangen | Entraîneur(s) adjoint(s) : Martin Rønn Spangen | : Joueuse blessée actuellement | : Joueuse blessée actuellement | : Joueuse blessée actuellement |